# Torilis infesta
Torilis infesta là một loài thực vật có hoa trong họ Hoa tán. Loài này được (L.) Clairv. miêu tả khoa học đầu tiên năm 1811.